# Favartia
Favartia is een geslacht van weekdieren uit de klasse van de Gastropoda (slakken).

## Soorten
- Favartia adenensis (Houart & Wranik, 1989)
- Favartia alfredensis (Bartsch, 1915)
- Favartia aliceae (Petuch, 1987)
- Favartia alveata (Kiener, 1842)
- Favartia andamanensis (Houart & Surya Rao, 1996)
- Favartia aporema Houart, 2016
- Favartia avatea Houart & Tröndlé, 2008
- Favartia balteata (G. B. Sowerby II, 1841)
- Favartia barbarae Vokes, 1994
- Favartia bellini (D'Attilio & Myers, 1985)
- Favartia bojadorensis (Locard, 1897)
- Favartia bractea Houart, 2016
- Favartia brazieri (Angas, 1878)
- Favartia brevicula (G. B. Sowerby II, 1834)
- Favartia brevispira Bozzetti, 2007
- Favartia burnayi Houart, 1981
- Favartia caitlinae (Petuch & R. F. Myers, 2014)
- Favartia cecalupoi Bozzetti, 1993
- Favartia cellulosa (Conrad, 1846)
- Favartia charlesi Garrigues & Lamy, 2016
- Favartia circinata Houart & Héros, 2012
- Favartia cirrosa (Hinds, 1844)
- Favartia cocosensis Myers & D'Attilio, 1990
- Favartia colombi Houart & Gori, 2011
- Favartia coltrorum Houart, 2005
- Favartia confusa (Brazier, 1877)
- Favartia conleyi Houart, 1999
- Favartia cracentis (Houart, 1996)
- Favartia crouchi (G. B. Sowerby III, 1894)
- Favartia cyclostoma (G. B. Sowerby II, 1841)
- Favartia dalli (Espinosa & Ortea, 2011)
- Favartia deynzeri Houart, 1998
- Favartia deynzerorum (Petuch, 2013)
- Favartia dhofarensis Houart, Gori & Rosado, 2015
- Favartia diomedaea (Dall, 1908)
- Favartia dondani (Kosuge, 1984)
- Favartia eastorum Houart, 1998
- Favartia edwardpauli (Petuch, 1990)
- Favartia emersoni Radwin & d'Attilio, 1976
- Favartia erosa (Broderip, 1833)
- Favartia exigua (Broderip, 1833)
- Favartia flexirostris (Melvill, 1898)
- Favartia fournierae Houart & Héros, 2013
- Favartia funafutiensis (Hedley, 1899)
- Favartia garrettii (Pease, 1868)
- Favartia germainae (Vokes & D'Attilio, 1980)
- Favartia glypta (M. Smith, 1938)
- Favartia goldbergi Petuch & Sargent, 2011
- Favartia guamensis Emerson & D'Attilio, 1979
- Favartia hidalgoi (Crosse, 1869)
- Favartia hilli (Petuch, 1987)
- Favartia humilis (Broderip, 1833)
- Favartia incisa (Broderip, 1833)
- Favartia iredalei Ponder, 1972
- Favartia isabelae Houart & Rosado, 2008
- Favartia jeanae Bertsch & D'Attilio, 1980
- Favartia juanitae (Gibson-Smith & Gibson-Smith, 1983)
- Favartia judithae D'Attilio & Bertsch, 1980
- Favartia kalafuti (Petuch, 1987)
- Favartia keenae (Vokes, 1970)
- Favartia kernoi Houart & Severns, 2013
- Favartia kurodai Nakamigawa & Habe, 1964
- Favartia lappa (Broderip, 1833)
- Favartia laurae (Vokes, 1970)
- Favartia leonae D'Attilio & Myers, 1985
- Favartia levicula (Dall, 1889)
- Favartia lifouensis Houart & Héros, 2012
- Favartia lindae Petuch, 1987
- Favartia lourdesae (Gibson-Smith & Gibson-Smith, 1983)
- Favartia macgintyi (M. Smith, 1938) †
- Favartia mactanensis (Emerson & D'Attilio, 1979)
- Favartia maculata (Reeve, 1845)
- Favartia maraisi (Vokes, 1978)
- Favartia marjoriae (Melvill & Standen, 1903)
- Favartia martini (Shikama, 1977)
- Favartia massemini Merle & Garrigues, 2008
- Favartia menoui (Houart, 1990)
- Favartia milleti Ceulemans, van Dingenen, Merle & Landau, 2016 †
- Favartia minatauros Radwin & D'Attilio, 1976
- Favartia minirosea (Abbott, 1954)
- Favartia morisakii Kuroda & Habe in Habe, 1961
- Favartia natalensis (E. A. Smith, 1906)
- Favartia nivea Houart & Tröndlé, 2008
- Favartia norrisii (Reeve, 1845)
- Favartia nucea (Mörch, 1850)
- Favartia oxossi (Petuch, 1979)
- Favartia pacei Petuch, 1988
- Favartia parthi Houart, 1993
- Favartia paulboschi Smythe & Houart, 1984
- Favartia paulmieri Houart, 2002
- Favartia paulskoglundi Hertz & Myers, 1998
- Favartia peasei (Tryon, 1880)
- Favartia pelepili D'Attilio & Bertsch, 1980
- Favartia peregrina (Olivera, 1980)
- Favartia perita (Hinds, 1844)
- Favartia phantom (Woolacott, 1957)
- Favartia philcloveri (Houart, 1984)
- Favartia ponderi Myers & D'Attilio, 1989
- Favartia poormani Radwin & D'Attilio, 1976
- Favartia pseudosalmonea Houart, 2016
- Favartia puntagordana (Weisbord, 1962)
- Favartia purdyae Vokes & D'Attilio, 1980
- Favartia radwini (Emerson & D'Attilio, 1970)
- Favartia rauli (Espinosa, 1990)
- Favartia richardbinghami (Petuch, 1987)
- Favartia rosamiae D'Attilio & Myers, 1985
- Favartia rosea Habe, 1961
- Favartia roseotincta Houart & Gori, 2011
- Favartia salvati Houart & Tröndlé, 2008
- Favartia shaskyi D'Attilio & Myers, 1988
- Favartia striasquamosa Ponder, 1972
- Favartia suboblonga (d'Orbigny, 1852) †
- Favartia sykesi (Preston, 1904)
- Favartia tantelyi Houart & Héros, 2013
- Favartia taylorae (Petuch, 1987)
- Favartia tetragona (Broderip, 1833)
- Favartia varimutabilis Houart, 1991
- Favartia vittata (Broderip, 1833)
- Favartia voorwindei Ponder, 1972
- Favartia xuani Thach, 2016
- Favartia yemenensis (Houart & Wranik, 1989)